# 罗杰·班尼斯特
罗杰·吉伯特·班尼斯特爵士，CH，CBE（英語：Sir Roger Gilbert Bannister，1929年3月23日—2018年3月3日），英国男子赛跑运动员，神经学专家。他是第一个在1英里赛跑中跑进4分钟的人。
班尼斯特的运动员生涯从其于1946年进入牛津大学学习开始，在1952年夏季奥林匹克运动会上，他取得了1500米跑的第四名。1954年5月6日，班尼斯特在一次牛津大学同别校的校际对抗赛中以3分59秒4的成绩突破了4分大关，打破了长久以来人们心目中的人类极限。46天后，英国选手约翰·兰迪以3分58秒0的成绩打破了班尼斯特的世界纪录，但是班尼斯特已经作为打破人类极限的代表载入史册。
1954年8月29日，班尼斯特在赢得欧洲锦标赛1500米冠军后宣布退役，致力于神经学学习和研究。他其后曾出任牛津大学彭布罗克学院院长，2001年退休。
2004年的英鎊50p上面是此事件的紀念。

## 外部連結
- 罗杰·班尼斯特在的頁面
- Newsreel Footage of Roger Bannister achieving the Four-Minute Mile （页面存档备份，存于）
- Roger Bannister and the Four-Minute Mile （页面存档备份，存于）, original reports from The Times.
- Sir Roger Bannister is Patron of the Multiple System Atrophy Trust （页面存档备份，存于）.
- Freeman of London Borough of Harrow
- Documents relating to Bannister （页面存档备份，存于） in the Queen Square Archive